# Aishihik
Aishihik (Canyon Creek) – rzeka na terytorium Yukonu w Kanadzie. Bierze swój początek w jeziorze Aishihik, jest dopływem rzeki Dezadeash i należy do zlewiska rzeki Alsek. Rzeka jest przecinana przez drogę Alaska Highway. Od 1975 roku na rzece działa elektrownia wodna.